# 約翰·柏格
約翰·克利夫頓·“杰克”·柏格（英語：John Clifton "Jack" Bogle，1929年5月8日—2019年1月16日），美国企业家，美國共同基金公司领航投资（英語：The Vanguard Group）創辦者，同為世界上第一檔指數型基金 ──的發行人。

## 生平
1929年5月8日誕生於美國紐澤西，其家族為來自蘇格蘭越過大西洋的移民。年輕時就讀於普林斯頓大學經濟系，在1949年柏格於财富杂志（Fortune）閱讀到一篇關於共同基金產業的文章──「Big Money in Boston」，激起了他對基金產業的興趣，之後便以此作為大學論文的題材內容。論文完成後柏格將文本寄送給該產業中的幾位重要人物，隨後獲得當時經營威灵顿管理公司的掌管人瓦特·摩根（Walter Morgan）的賞識，並讓柏格於大學畢業後立即到威灵顿管理公司就職。1966年已為威灵顿管理公司接班者的柏格與波士頓一家公司合併以處理問題，但隨後因1973至1974期間的股市下跌造成嚴重虧損，使得柏格在董事會上被投票表決撤職。
之後於1974年9月26日；柏格另起爐灶以英國海將納爾遜在尼羅河戰役使用的船隻 先鋒領航號(英語：HMS Vanguard (1787))為名，成立了领航投资。在1975年，柏格以複製、追蹤「標準普爾500指數」」為架構，創造出世上第一個指數型基金「第一指數投資信託」（First Index Investment Trust），之後更名為現今的，後續於1977年柏格再採取讓旗下基金為免手續費（No-load）的銷售制度，2012年领航集團管理總資產已達2兆美元。
柏格在2000年卸任Vanguard集團資深總裁，現今仍有資助多項機構，如：費城的國家憲法中心（National Constitution Center），並於母校普林斯頓大學成立「柏格兄弟獎學金」（Bogle Brothers Scholarships）。
2019年1月16日在美国去世。

## 榮殊
- 二十世紀四大投資人 ─1999年財星雜誌
- 世界最具影響力100人之一 ─2004年4月時代雜誌

## 著作
- 《Bogle on Mutual Funds: New Perspectives for the Intelligent Investor》 (麥格勞-希爾集團, 1993), ISBN 1-55623-860-6

台灣中譯本「柏格談共同基金 : 明智投資人的新觀點」,2003,寰宇出版,ISBN 957-493-712-7
- 《Common Sense on Mutual Funds: New Imperatives for the Intelligent Investor》 (約翰威立, 1999), ISBN 0-471-39228-6

台灣中譯本「共同基金必勝法則(上)」,2002,寰宇出版,ISBN 957-0477-32-6
台灣中譯本「共同基金必勝法則(下)」,2002,寰宇出版,ISBN 957-0477-33-4
- 《John Bogle on Investing: The First 50 Years》 (麥格勞-希爾集團, 2000), ISBN 0-07-136438-2
- 《Character Counts: The Creation and Building of The Vanguard Group》 (麥格勞-希爾集團, 2002) ISBN 0-07-139115-0
- 《The Battle for the Soul of C

apitalism》 (Yale University Press, 2005), ISBN 0-300-10990-3
- 《The Little Book of Common Sense Investing: The Only Way to Guarantee Your Fair Share of Stock Market Returns》 (約翰威立, 2007), ISBN 978-0-470-10210-7

台灣中譯本「買對基金賺大錢」,2008,商周文化出版,ISBN 978-986-6662-41-6 
新版中譯本「約翰柏格投資常識」
- 《Enough : True Measures of Money, Business, and Life》 (約翰威立, 2008), ISBN 978-0470398517

台灣中譯本「夠了 : 基金之神John Bogle寫給中產階級的快樂致富學」,2009,早安財經文化出版,ISBN 978-986-6613-15-9 新版中譯本「夠了：約翰‧伯格談金錢的最佳策略」
- 《The Clash of the Cultures: Investment vs. Speculation》 (John Wiley & Sons Inc, 2012), ISBN 978-1118122778

台灣中譯本「文化衝突：投資，還是投機？」,2017,寰宇出版,ISBN 978-9869451949
- 《Stay the Course: The Story of Vanguard and the Index Revolution》 (Wiley, 2018), ISBN 978-1119404309

台灣中譯本「堅持不懈」,2019,商周文化出版,ISBN 978-986-4776-56-6

## 外部連結
- 领航集团官方網站
- 领航集团對約翰‧柏格的介紹
- 約翰‧柏格個人部落格 （页面存档备份，存于）